# Dengue-Virus-Impfstoff
Ein Dengue-Virus-Impfstoff ist ein Impfstoff gegen das Dengue-Virus zur Vorbeugung der durch ihn ausgelösten Erkrankung Denguefieber. 
Der erste Dengue-Virus-Impfstoff, ein tetravalenter Lebendimpfstoff namens „CYD“ (CYD-TDV, Dengvaxia), wurde im Dezember 2015 zugelassen. Die Zulassung erstreckt sich über ungefähr 20 Staaten. Der Impfstoff hat einige Einschränkungen in seinem Nutzen. Die WHO empfiehlt, nur seropositive Personen – also Personen, die bereits an Denguefieber erkrankt sind – zu impfen. Ein zweiter tetravalenter Lebendimpfstoff (Qdenga) wurde Ende 2022 zugelassen.
Es gibt viele Bestrebungen einen effektiveren und zugänglicheren Dengue-Virus-Impfstoff zu finden und mehrere Impfstoffkandidaten befinden sich in den klinischen Zulassungsstudien.

## Eigenschaften
Experimentelle Dengue-Virus-Impfstoffe sind attenuierte Dengue-Viren (CYD-TDV, DENVax, TetraVax-DV, TV003), inaktivierte Dengue-Viren (TDENV PIV) oder Untereinheitenimpfstoffe (V180), die vier existierenden Serotypen abdecken.
Da die nicht-humanen Primaten, die den Dengueviren als Reservoirwirte im sogenannten sylvatischen Zyklus dienen, nur unzureichend identifiziert sind, und höhere Menschenaffen für Experimente aus ethischen Gründen nicht zur Verfügung stehen, gibt es kein brauchbares Tiermodell. Weiterhin muss gegen vier unterschiedliche Serotypen immunisiert werden, um breitenwirksam zu sein. Möglicherweise besteht ein fünfter Serotyp. Die Ursache der Immunpathogenese bei einer erneuten Infektion mit einem anderen Serotyp an Dengue-Viren ist noch nicht vollständig bekannt, möglicherweise entsteht im Zuge der zellulären Immunantwort ein Zytokinsturm, und die Infektion wird durch Infektionsverstärkende Antikörper erleichtert (engl. Antibody Dependent Enhancement‚ antikörperabhängige Verstärkung). Die erste Infektion mit dem Dengue-Virus verläuft üblicherweise milde, bei einer erneuten Infektion hingegen sind schwere Verläufe bis hin zu einer hämorrhagischen Erkrankung möglich. Bei der erneuten Infektion mit dem Dengue-Virus besetzen die zuvor gebildeten Antikörper das Virus und hindern das Immunsystem daran, das Virus unschädlich zu machen. Werden Menschen geimpft, die die Krankheit noch nicht durchgemacht haben, hat die Impfung die gleiche Wirkung wie die erste, üblicherweise milde Infektion mit dem Virus. Kommt es dann zu einer Infektion mit einer Virusvariante, gegen die die Impfung nicht voll schützt, treten – je nach Antikörpertiter – die ADE-Folgen bereits bei der ersten Infektion auf.
Das E-Protein des Dengue-Virus ist immundominant bezüglich der Ausbildung von Antikörpern und es werden neutralisierende Antikörper dagegen gebildet. Weiterhin werden bei einer natürlichen Infektion meist Antikörper gegen das Membranprotein pre-M und das Nichtstrukturprotein NS1 gebildet. Obwohl für das Impfstoffdesign noch keine Korrelate eines Impfschutzes vorliegen, wurde von der Weltgesundheitsorganisation ein Virusneutralisationstest für die Messung neutralisierender Antikörper entwickelt.

## Erfolgskontrolle
Nach einer Impfung ist es schwierig, anhand von Antikörpern festzustellen, ob trotz Impfung eine Infektion stattgefunden hat. Durch die Impfung sind im Serum Antikörper gegen das Virus enthalten, die entweder Folge der Impfung sind oder Folge einer Dengue-Infektion trotz Impfung. Daraufhin wurde ein ELISA entwickelt, der zwischen Anti-NS1 des Dengue-Virus und Anti-NS1 des CYT-TDV-Impfstoffes unterscheiden kann. NS1 ist das "Nonstructural Protein" Nr. 1 des Dengue-Virus. Der Impfstoff CYD-TDV enthält dagegen NS1 des Gelbfiebervirus und erzeugt deswegen geringfügig andere Antikörper.

## Geschichte
Erste Berichte über Dengue-Virus-Impfstoffe stammen von der US Army auf den Philippinen aus dem Jahr 1925. Im Jahr 2015 wurde Dengvaxia in Mexiko zugelassen, anschließend in Brasilien. Der Hersteller Sanofi warnte jedoch 2017 vor dessen Einsatz, da die Erkrankung unter Umständen bei noch nicht an Dengue-Fieber erkrankten Personen erheblich verstärkt werden könnte. In den Philippinen wurde 2016/2017 ein Impfprogramm gegen Dengue-Fieber ausgerufen, in dessen Zuge über 800.000 Kinder geimpft wurden. Mindestens 10 % der Geimpften war noch nie an Dengue-Fieber erkrankt, es kam zu mehreren Todesfällen. Das Programm wurde daraufhin gestoppt. Da nach Aussage der philippinischen Arzneimittelbehörde es Sanofi versäumt habe, für eine Wiederzulassung nötige Dokumente nachzureichen, wurde Anfang 2019 der Import, Verkauf und Vertrieb des Impfstoffs untersagt. Im Dezember 2018 wurde der Dengue-Virus-Impfstoff CYD-TDV unter dem Handelsnamen Dengvaxia in der EU zugelassen.
Der Ausschuss für Humanarzneimittel empfahl Mitte Oktober 2022 die Zulassung für den tetravalenten, attenuierten Dengue-Impfstoff (Serotypen 1 bis 4) von Takeda Pharmaceutical sowohl für die EU-Staaten als auch für Nicht-EU-Länder. Die Empfehlung erstreckt sich auf Personen ab vier Jahren. Im Dezember 2022 folgte die EU-Zulassung (Qdenga) durch die Kommission. Nationale Regulierungsbehörden anderer Länder können die wissenschaftliche Bewertung des CHMP nutzen, um über die Verwendung des Arzneimittels in ihrem Land zu entscheiden.